# Lublin R.XIV
Lublin R.XIV – polski samolot szkolno-treningowy marki Lublin w układzie górnopłatu z lat 30. XX wieku, konstrukcji inż. Jerzego Rudlickiego, zbudowany w Zakładach Mechanicznych Plage i Laśkiewicz w Lublinie. W latach 1930–1931 na zamówienie lotnictwa wojskowego powstało 15 egzemplarzy seryjnych, które używane były do szkolenia m.in. w Lotniczej Szkole Strzelania i Bombardowania, Centrum Wyszkolenia Podoficerów Lotnictwa i eskadrach treningowych pułków lotniczych do wybuchu II wojny światowej.

## Historia
W połowie 1927 roku Departament Aeronautyki Ministerstwa Spraw Wojskowych ogłosił konkurs na samolot towarzyszący (łącznikowy), określając następujące wymagania techniczne: napęd w postaci silnika gwiazdowego Wright J-5 Whirlwind o mocy 162 kW (220 KM), krótki start i lądowanie w terenie przygodnym, łatwość transportu (składane skrzydła), prędkość maksymalna 170 km/h i uzbrojenie obronne (ruchomy karabin maszynowy obserwatora). Przed samolotem postawiono zadania obejmujące rozpoznanie, łączność i współpracę z artylerią, a wymiana informacji z oddziałami wojsk lądowych odbywać się miała poprzez zrzucanie umieszczonych w brezentowej torbie meldunków oraz podejmowanie ich z ziemi przy pomocy kotwiczki, umieszczonych w torbie zawieszonej na lince rozpiętej pomiędzy dwoma słupkami.
Po upływie ponad roku do konkursu stanęły początkowo dwie, a później trzy wytwórnie lotnicze: Podlaska Wytwórnia Samolotów z PWS-5, Zakłady Mechaniczne E. Plage i T. Laśkiewicz z modelem Lublin R.X i Państwowe Zakłady Lotnicze z PZL Ł.2. Zwycięzcą konkursu została najnowsza konstrukcja zakładów PZL – Ł.2, drugie miejsce przypadło R.X, zaś trzecie PWS-5; dowództwo lotnictwa złożyło zamówienie na 35 egzemplarzy seryjnych PZL Ł.2, lecz w celach porównawczych zamówiono też po 2 prototypy i 5 sztuk serii informacyjnej samolotów Lublin R.X i PWS-5. Wkrótce jednak okazało się, że Ł.2 mają skłonność do przeciągnięcia, co dyskwalifikowało maszynę jako samolot towarzyszący; ponadto PZL zajęte było realizacją dużego zamówienia opiewającego na 150 sztuk myśliwców PZL P.7. W rezultacie przerwano produkcję PZL Ł.2, a zamówienie postanowiono skierować na dysponujący lepszymi własnościami krótkiego startu i lądowania oraz statecznością i sterownością R.X, po poprawkach postulowanych przez Instytut Badań Technicznych Lotnictwa (IBTL).
Konstruktor Lublina R.X, inż. Jerzy Rudlicki, w 1929 roku opracował na jego bazie dwa ulepszone projekty: wersję szkolno-treningową (szkolno-akrobacyjną) o oznaczeniu R.XIV i łącznikowo-obserwacyjną R.XV, pomijając „pechowe” oznaczenie R.XIII. R.XIV był odpowiedzią na postulat płk. pil. Jerzego Kossowskiego wprowadzenia do służby dwumiejscowych samolotów szkolno-myśliwskich i miał konkurować z konstrukcjami Podlaskiej Wytwórni Samolotów – PWS-11 i PWS-12; miał wzmocniony płat i przekonstruowany kadłub. Projekt R.XV różnił się od R.XIV dodaniem radiostacji i uzbrojenia obronnego oraz zastosowaniem metalowego śmigła Standard Steel i podwozia wyposażonego w koła z hamulcami firmy Bendix. Opracowano również pływakową wersję R.XV dla Morskiego Dywizjonu Lotniczego. Fabryka spodziewała się zamówienia na obie wersje, jednak Departament Aeronautyki 20 lutego 1930 roku umową numer 129/29 zamówił jedynie 15 egzemplarzy szkolno-treningowej wersji R.XIV; również Morski Dywizjon Lotniczy nie był zainteresowany wersją pływakową. Samolot otrzymał wojskowy numer ewidencyjny typu 54. 
W związku z dużym podobieństwem do R.X zrezygnowano z budowy prototypu; pierwszy egzemplarz seryjny o oznaczeniu 54.1 został oblatany 5 czerwca 1930 roku na fabrycznym lotnisku w Lublinie przez pilota Władysława Szulczewskiego. Samolot ten, wyróżniający się od następnych większym statecznikiem pionowym i większym sterem kierunku, od czerwca do lipca tego roku badany był w IBTL w Warszawie w kilku konfiguracjach: z pierścieniem Townenda i bez oraz z drewnianym śmigłem Hamilton i metalowym Standard Steel. Podczas prób osiągnął prędkość maksymalną 195 km/h na poziomie morza i 178 km/h na wysokości 2000 metrów oraz pułap 5625 metrów, a czas wznoszenia na wysokość 1000 metra wyniósł 4 minuty 15 sekund. Koszt płatowca bez silnika wynosił 40 800 złotych, a wraz z nim 68 800 złotych.
W 1930 roku maszyny Lublin R.XIV zostały zaoferowane Grecji i Jugosławii, jednak nie doszło do eksportu tych maszyn.

## Użycie

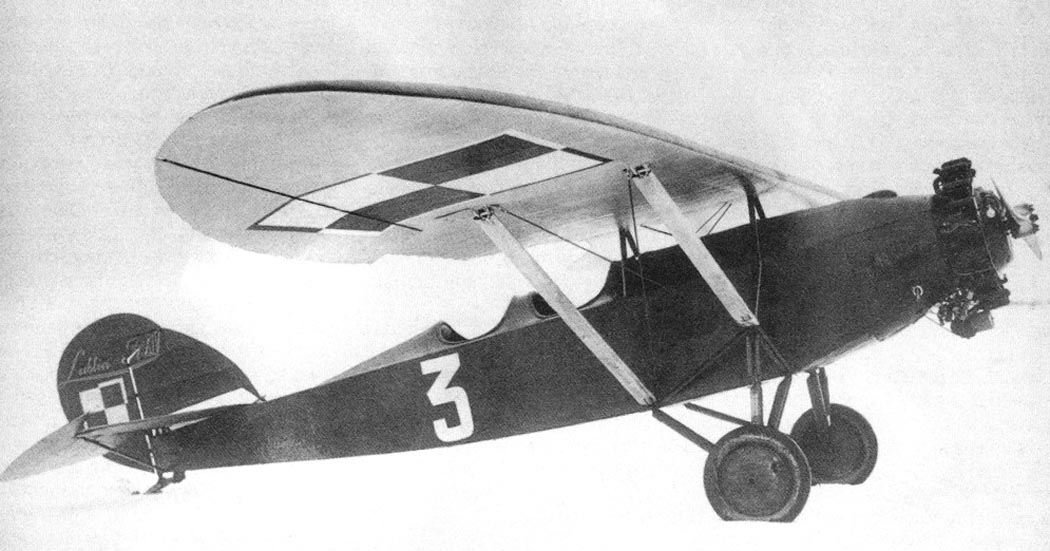
Seryjny Lublin R.XIV nr 3

Pierwszych pięć egzemplarzy seryjnych (54.1–54.5) zostało dostarczonych lotnictwu wojskowemu w dniach 8–11 sierpnia 1930 roku, po czym przydzielono je na kurs pilotażu myśliwskiego w 2. plot. Samoloty napędzane były zawodnymi silnikami J-5 pierwszej serii produkcyjnej pochodzącymi z krajowych zakładów Škoda i drewnianymi śmigłami Hamilton produkcji krajowej firmy Szomański; poza pierwszym miały zmniejszony ster kierunku. Resztę zamówienia przekazano odbiorcy pomiędzy październikiem 1930 a lipcem 1931 roku; oprócz zmniejszonych sterów kierunku miały one także stateczniki pionowe o mniejszej powierzchni. Wyposażone były w przyrządy celownicze i fotokarabin K-28. Ostatni R.XIV numer 54.15 został wiosną 1931 roku na polecenie Departamentu Aeronautyki wyposażony w umieszczoną w tylnej kabinie obrotnicę karabinu maszynowego TO-7, radiostację i wyposażenie do podejmowania meldunków z ziemi, czyli w konfiguracji zbliżonej do odrzuconego wcześniej projektu R.XV. Podczas rozpoczętych 15 lipca 1931 roku prób w IBTL w pilotowanej przez płka Jerzego Kossowskiego maszynie w trakcie akrobacji został ścięty sworzeń mocujący drążek sterowy, uniemożliwiając kontrolę lotu; pilot z wykorzystaniem spadochronu opuścił samolot, który sam wylądował na polu i zatrzymał się w rowie. Wydarzenie to spowodowało zmianę oznaczenia samolotu na „szczęśliwy” numer 13, a egzemplarz ten stał się prototypem produkowanego seryjnie samolotu towarzyszącego Lublin R.XIIIB.
Samoloty używane były do szkolenia m.in. w Lotniczej Szkole Strzelania i Bombardowania w Grudziądzu, Centrum Wyszkolenia Podoficerów Lotnictwa w Bydgoszczy, eskadrach treningowych pułków lotniczych (m.in. 1. plot, 3. plot, 4. plot, 5. plot i 6. plot) oraz Morskim Dywizjonie Lotniczym i Sztabowej Eskadrze Treningowej. Czasowo służyły także w 121. em, 31. el, 56. et i obozie Lotniczego Przysposobienia Wojskowego w Łodzi.
W marcu 1931 roku R.XIV o numerze 54.11, z cywilnymi znakami rejestracyjnymi SP-AFD, z Władysławem Szulczewskim za sterami wziął udział w rajdzie Aeroklubu Warszawskiego do Estonii (wraz z pilotowanym przez prezesa aeroklubu kpt. pil. Tadeusza Halewskiego RWD-4, por. pil. Franciszkiem Żwirko za sterami RWD-2 i mjr. pil. Jerzym Długoszowskim na PWS-12bis). Start maszyn z Warszawy odbył się 4 marca, po czym udały się do Wilna, gdzie z powodu kilkudziesięciocentymetrowej pokrywy śnieżnej zamiast kół zamontowano narty; 8 marca wykonano przelot do Rygi, a następnie do Tallinna, gdzie zaprezentowano pokazy akrobacji lotniczej. Wracając, 12 marca z powodu złej aury zatrzymano się ponownie w Rydze, lądując w Warszawie 16 marca.
W 1934 roku R.XIV numer 54.7 został przebudowany w warsztatach 3. plot na wersję przeznaczoną do lotów bez widoczności ziemi, tzw. „ślepaka”. Według stanu na 1 kwietnia 1937 roku w służbie było siedem egzemplarzy R.XIV.

### II wojna światowa
1 września 1939 roku trzy maszyny Lublin R.XIV znajdowały się na lotnisku w Małaszewiczach, jeden był na stanie 2. plot na lotnisku rakowickim i jeden w Centrum Wyszkolenia Lotnictwa w Dęblinie. W trakcie kampanii wrześniowej, 3 września samolot numer 54.7 pilotowany przez ppor. rez. Eugeniusza Przysieckiego z zastępcą francuskiego attaché wojskowego do spraw lotnictwa, kpt. pil. Pontonem d’Amécourtem wykonał lot kurierski z Brześcia (a właściwie Małaszewicz) do Warszawy. Po 17 września jeden R.XIV z ppłk. obs. Karolem Friserem przeleciał do Rumunii, a inny egzemplarz przekroczył lotem granicę z Łotwą.

### Wypadki i katastrofy
Podczas służby R.XIV doszło do kilkunastu wypadków i katastrof:
- 16 lutego 1932 roku należący do 1. plot samolot numer 54.10 został rozbity[25];
- 10 maja 1932 roku należący do Lotniczej Szkoły Strzelania i Bombardowania samolot numer 54.8 został uszkodzony[25];
- 5 września 1933 roku należący do 1. plot samolot numer 54.2 z powodu defektu silnika lądował przymusowo koło Lwowa[17];
- 10 września 1933 roku należący do 3. plot samolot numer 54.14 podczas podejścia do lądowania na lotnisku polowym został poważnie uszkodzony po zahaczeniu o drzewa, a załoga lekko ranna[17][25];
- 23 września 1933 roku należący do 6. plot samolot numer 54.1 z powodu braku widoczności lądował przymusowo poza lotniskiem, nie odnosząc uszkodzeń[17];
- 25 września 1933 roku należący do Lotniczej Szkoły Strzelania i Bombardowania samolot numer 54.9 lądował przymusowo po stwierdzeniu po starcie obecności uczepionego do statecznika mechanika (sic!), uszkadzając podwozie[26];
- 4 maja 1934 roku należący do 5. plot samolot numer 54.3 z załogą w składzie: kpt. pil. Edward Białous i majster Stanisław Groblewski podczas wykonywania na małej wysokości akrobacji nad lotniskiem w Lidzie wpadł w korkociąg płaski i rozbił się, grzebiąc w swych szczątkach załogę[27][28];
- 23 maja 1934 roku należący do Centrum Wyszkolenia Podoficerów Lotnictwa samolot numer 54.5 podczas lotu z Warszawy do Lwowa w ciężkich warunkach pogodowych wylądował przymusowo nieopodal Sądowej Wiszni[27];
- 12 listopada 1934 roku należący do 1. plot samolot numer 54.1 lądował przymusowo, nie doznając uszkodzeń[25];
- 27 maja 1936 roku należący do Centrum Wyszkolenia Technicznego Lotnictwa samolot numer 54.13 podczas lądowania na lotnisku rakowickim doznał złamania górnego zastrzału prawej bocznej piramidki kadłuba (załoga nie doznała obrażeń)[24];
- 14 października 1936 roku należący do Lotniczej Szkoły Strzelania i Bombardowania samolot numer 54.1 lądował przymusowo z powodu zatkania przewodu paliwowego[24];
- 2 kwietnia 1937 roku należący do 1. plot samolot numer 54.4 w trakcie lądowania przy porywistym wietrze na lotnisku w Dęblinie przechylił się na prawą stronę, co spowodowało pęknięcie dętki[24];
- 12 czerwca 1937 roku należący do Lotniczej Szkoły Strzelania i Bombardowania samolot numer 54.11 z powodu zapadających ciemności i złych warunków pogodowych bez uszkodzeń lądował przymusowo koło Starorypina, startując następnego dnia[24];
- 4 września 1937 roku należący do Wyższej Szkoły Pilotażu w Grudziądzu samolot numer 54.12 lądował przymusowo z powodu spadku ciśnienia paliwa, nie odnosząc uszkodzeń[24];
- 24 maja 1938 roku należący do 4. plot samolot numer 54.9 został rozbity podczas lotu treningowego, uderzając o ziemię w Przysieku (załoga przeżyła, doznając jedynie potłuczeń)[24].

## Opis konstrukcji i dane techniczne
Lublin R.XIV był jednosilnikowym, dwumiejscowym samolotem szkolno-treningowym o konstrukcji mieszanej, w układzie zastrzałowego górnopłatu. Kadłub tworzyła kratownica ze spawanych rur stalowych, wykrzyżowana w przedniej części rurami, a w tylnej drutem. Góra i przód kadłuba pokryte były blachą duralową, reszta płótnem lnianym. Służąca do mocowania płatów wieżyczka oraz piramidki boczne stanowiły integralną część kratownicy kadłuba. Kabiny załogi pojedyncze, odkryte, osłonięte wiatrochronami; obie wyposażone były w sterownice (w tylnej znajdował się wyjmowany drążek) i fotele dostosowane do spadochronów siedzeniowych. Tablica przyrządów wyposażona była m.in. w prędkościomierz z zakrętomierzem i chyłomierzem, dwa wysokościomierze, busolę, sztuczny horyzont, wskaźniki poziomu oleju i paliwa, wskaźnik temperatury oleju i zegar.
Płat o obrysie prostokątno-eliptycznym, dwudźwigarowy, dwudzielny, konstrukcji drewnianej, do przedniego dźwigara kryty sklejką, dalej płótnem, wykrzyżowany cięgnami profilowymi; podparty był dwiema parami duralowych zastrzałów o przekroju kroplowym i wsparty na wykonanej z rur stalowych piramidce. Profil płata IAW-127 (zmodyfikowany). Skrzydło miało rozpiętość 13,5 metra i powierzchnię nośną 25,9 m². Na płatach umieszczono lotki, wyposażone w skrzydełka odciążające. Obciążenie powierzchni wynosiło 43–44 kg/m².
Długość samolotu wynosiła 8,2 metra, a wysokość 2,76 metra. Masa własna płatowca wynosiła 800–825 kg, masa użyteczna 290–337 kg, zaś masa całkowita (startowa) 1090–1137 kg. Usterzenie klasyczne, spawane z rur stalowych, kryte płótnem, z przestawialnym w locie statecznikiem poziomym. Stateczniki usztywnione były cięgnami z drutu, a stery wyposażone były w rogowe odciążenia aerodynamiczne. Podwozie dwukołowe, trójgoleniowe, o rozstawie 2,54 metra, wyposażone w amortyzatory olejowo-powietrzne Aerol CV20; koła o wymiarach 550 ×125 mm (możliwe było zamienne zamontowanie drewnianych nart). Z tyłu znajdowała się samonastawna płoza ogonowa, amortyzowana sznurem gumowym.
Napęd stanowił chłodzony powietrzem 9-cylindrowy silnik gwiazdowy Wright J-5 Whirlwind o mocy nominalnej 162 kW (220 KM) przy 1800 obr./min, mocy startowej 176 kW (240 KM) i masie 250 kg, napędzający stałe, drewniane, dwułopatowe śmigło ciągnące Szomański-Hamilton H-258 o średnicy 2,7 metra. Łoże silnika wykonane zostało ze spawanych rur stalowych, osłona silnika z blachy duralowej. Obciążenie mocy wynosiło 5,1–5,2 kg/KM. Nitowany duralowy zbiornik paliwa o pojemności 135 litrów znajdował się w kadłubie za silnikiem, z możliwością awaryjnego wyrzutu. Zbiornik oleju miał pojemność 18 litrów.
Prędkość maksymalna wynosiła 180–195 km/h, prędkość przelotowa 165–170 km/h, zaś prędkość minimalna 75–78 km/h. Przelotowe zużycie paliwa wynosiło 45 litrów/h. Maszyna osiągała pułap 4500–5625 metrów z prędkością wznoszenia wynoszącą 4,3–5 m/s. Czas wznoszenia na wysokość 1000 metrów wynosił 3 minuty i 27 sekund, a długotrwałość lotu 3,5 godziny. Zasięg wynosił 500 km.
Wyposażenie strzeleckie stanowił fotokarabin K-28.

### Malowanie
Samoloty Lublin R.XIV pomalowane były od góry na kolor zielonooliwkowy, a od spodu na srebrny z niebieskim odcieniem.